# Guadalbullón
El río Guadalbullón, también llamado río Campillo, es un río del sur de España, un afluente del río Guadalquivir que discurre por la provincia de Jaén. En uno de sus subafluentes, el río Quiebrajano, se sitúa el embalse del mismo nombre que regula sus aportaciones para abastecer a la población de Jaén, principal núcleo urbano de su cuenca hidrográfica.

## Historia
Históricamente, el valle del río fue una importante vía de comunicación entre el Alto Guadalquivir y la intrabética. Los miliarios encontrados en la zona, cuatro de ellos en La Cerradura (aldea del municipio de Pegalajar) en 1975, dan fe de la importancia de la vía de paso que discurría por el valle y que fue construida por César Augusto entre el 8 a. C. y el 7 a. C.; en concreto, uno hallado en La Guardia en los años 50, probaría el tramo Viniolis-Mentesa perteneciente a la vía Acci-Castulo. Dichos miliarios corresponden a sendas mejoras y reformas llevadas a cabo por Adriano (136), Máximo Daza (305), Constantino (307-317) y Crispo (317-326).
No obstante y pese a su popularidad, el valle del río Guadalbullón fue una vía de paso peligrosa dada la inseguridad de un terreno montañoso: escarpado, horadado incesantemente por las aguas y, asimismo, cobijo de bandidos y asaltadores, que favorecía las emboscadas así como rebeliones.
Referencias de dicha inseguridad se reflejan desde el año 765 con Ibn al‑Atir y la revuelta de Abd Allah b. Jarasa Asadi levantándose contra Abderramán I en el distrito de «Wâdi ‘Abd Allâh», el cual se identifica como «Río de La Guardia» o Guadalbullón.

## Caudal
Tiene un caudal anual medio de 150 hm³/año.
Este río tiene caudales de estiaje que históricamente han permitido el establecimiento de riegos, ubicados inicialmente en el tramo bajo próximo a la unión con el Guadalquivir, y que posteriormente, con el “boom” del
riego del olivar en la provincia de Jaén, se ha extendido a todo el valle.

## Flora y fauna
Según datos obtenidos a través de muestreos piscícolas llevados a cabo entre 2018 y 2019 en la zona de Cárcheles, en el río Guadalbullón sólo detectó la presencia de barbo debido a continuos vertidos de alpechín, siendo esta la única especie capaz de recolonizar el río.